# 劇団往来
株式会社劇団往来（げきだんおうらい）は、関西を中心に活動しているエンターテイメントの総合商社。 演劇、演芸、映画、音楽、講演、仮設舞台、展示会等の企画、設計、施工から演劇、 イベント等の制作業務やタレントマネージメントまで幅広い業務を行なっている。

## 会社概要

### 概要
1984年12月、演劇はカーニバルだ！！芸術は場数だ！！をモットーに劇団往来として設立。年に2回自主公演を行い、さらには芸術鑑賞作品として各種学校で公演を行っている。劇団としての公演以外に芸能プロダクション業務やテレビ番組の制作、各種イベントの企画・施工業務も行い、エンターテイメント界の総合商社として活動している。

### 所在地
- 本社 - 大阪府大阪市中央区常盤町2丁目4番2号一久ビル4F
- 長原工場 - 大阪府大阪市平野区長吉川辺2-8-20
- 荒本工場 - 大阪府東大阪市菱江2-15-14

### 役員
- 代表取締役：鈴木健之亮
- 代表取締役：森川英雄

### 関連団体
- 演劇集団・ザ・ブロードキャストショウ(旧名よしもとザ・ブロードキャストショウ）
- ワンダーランド
- 株式会社往来スペース

## 所属員一覧
（2009年現在）

### タレント
- 要冷蔵
- あいはらたかし
- 川口透
- 藺森誠
- 矢田和也
- 十六針刃太郎
- 谷村真弓
- 溜祐美
- 具志堅まり
- 鎌田紀子（神戸自由劇場に在籍）
- 乃木貴寛
- 桂春駒
- 玉山詩
- 南雲飛鳥
- 篠永花穂
- 中屋咲楽
- 中屋太粋
- 村野古奈実
- 米川らら

ほか。

### グループ
- LOW KICK ANGELS

### 演出家
- 鈴木健之亮

ほか

### 作家
- 小鉢誠治
- コウカズヤ[1]

ほか

### カメラマン
- 畠中和久（西日本エリアのみ）

## 活動
1984年9月にアポロホールにて第1回公演を、2008年6月にOBP円形ホールにて40回記念公演を行った。